# Les Mauvaises Rencontres
Pour plus de détails, voir Fiche technique et Distribution.
Les Mauvaises Rencontres est un film français réalisé par Alexandre Astruc et sorti en 1955.

## Synopsis
Le parcours de l’ambitieuse jeune journaliste Catherine Racan qui ne va pas hésiter à sacrifier sa vie sentimentale au profit de sa carrière. Entretenant des relations intéressées pour réussir, elle sera finalement compromise dans une affaire de mœurs.    

## Fiche technique
- Titre : Les Mauvaises Rencontres
- Titre original : Les Mauvaises Rencontres
- Réalisation : Alexandre Astruc
- Scénario : Alexandre Astruc et Roland Laudenbach d’après le roman de Cécil Saint-Laurent, Une sacrée salade (Éditions de la Table ronde, 1954)
- Dialogues : Alexandre Astruc et Roland Laudenbach
- Assistant réalisateur : Marcel Camus, Edmond A. Lévy
- Musique : Maurice Leroux
- Direction de la photographie : Robert Lefebvre
- Son : Antoine Archimbaud
- Décors : Max Douy
- Montage : Maurice Serein
- Pays de production :  France
- Langue de tournage : français
- Tournage extérieur : Paris, Nice
- Studios : Studios de la Victorine
- Producteurs : André Cultet, Edmond Ténoudji
- Société de production : Les Films Marceau
- Société de distribution : Les Films Marceau
- Format : noir et blanc — son monophonique — 35 mm
- Genre : drame
- Durée : 84 min
- Date de sortie : 
  - France : 21 octobre 1955
- Affiche : Marcel Jeanne (France)

## Distribution
- Anouk Aimée : Catherine Racan
- Jean-Claude Pascal : Blaise Walter
- Philippe Lemaire : Alain Bergère
- Gaby Sylvia : Hélène Ducouret
- Claude Dauphin : le docteur Jacques Daniéli
- Giani Esposito : Pierre Jaeger
- Yves Robert : l'inspecteur Forbin
- Michel Piccoli : un inspecteur

## Distinction
- Mostra de Venise 1955 : Alexandre Astruc, prix du nouveau réalisateur le plus prometteur.